# ジャノメ
株式会社ジャノメ（英: JANOME Corporation）は、東京都八王子市狭間町に本社を構える、日本のミシンメーカーである。日本初の国産ミシンメーカーであり、日本ではブラザー工業、JUKIとともに大手3大ミシン会社として名が知れ渡っている。
2021年9月30日までの商号は蛇の目ミシン工業株式会社（じゃのめミシンこうぎょう、英: JANOME SEWING MACHINE CO., LTD.）。

## 概要
世界で最初に家庭用刺繍ミシン「グラフイカ」を開発・販売したメーカーであり、ミシンのほかに、かつては24時間風呂「湯名人」でも有名であったが、現在は製造販売を終了している。
ミシン業界は伝統的に訪問販売が多く、更に女性向け商品が多いため、販売支店では母子家庭の人間の採用に積極的である。最近では羽毛布団・整水機・鋳造（航空宇宙、レース用バイク等）・産業機器・印刷など、ミシン以外の分野にも幅広く手を伸ばしている。りそな銀行（旧・埼玉銀行）をメインバンクとしており、後述の光進事件の影響により現在も埼玉銀行の不動産部門から独立した大栄不動産が筆頭株主となっている。
社名の「蛇の目」は自社で販売していたミシンの糸巻の形の形式が蛇の目式と呼ばれていたことから、自社ブランドにしたもの（但し、加藤龍之他編の「社史」によれば、「糸巻」の見た目が「蛇の目」紋に似ていたからで、同様の「弦巻」も候補にあったという）。日本国外ではエルナニューホームブランドとしてのミシンの販売も行っている。
第二次世界大戦中は沖電気工業の傘下に入ったが、安田財閥の一員だった同社は戦後に財閥解体の対象となって事業分割を行い、1949年に蛇の目ミシンが復活した。これに先立つ1947年には旧経営陣の復帰運動が起こり、この時は実現しなかったが、その際に旧経営陣が設立した「リッカーミシン株式会社」から1952年に旧経営陣が復帰し、その後の経営の中核となった。
1988年にミシン外機器製造を分社化し、「ジェー・シー・エル」という子会社を設立したが、直後に「蛇の目ミシン工業恐喝事件」の迂回融資の舞台となり（仕手集団「光進」の小谷光浩による蛇の目株買占めで300億円を恐喝・更に1850億円の債務を肩代わりした）、1992年1月23日に特別清算した。同社の当期純利益は1990年度と1991年度の2年合計で323億円の損失となり、、1994年度までの5年間では累計で423億円の当期純利益損失となった。
もともと埼玉銀行出身者が代表権のある社長・会長に就任していたが、この事件により役員を協和埼玉銀行から追加派遣される事態となっている。
また、女性の就業構造の変化により家庭用ミシンの需要が低下したことで、同社は24時間入浴が可能な循環式風呂「湯名人」を1988年から販売を開始し、第二の主力事業としてテレビCMの出稿など積極的な宣伝を行ったが、1997年以降に大きく社会問題化したレジオネラ症問題で大きな打撃を受け、その後継商品も2021年3月限りの在庫で販売を終了した。
その結果、売上高は最高値だった1990年度の934億円が1998年度にはほぼ半減の487億円へと急落し、リーマン・ショックの影響を受けた2009年度には連結決算導入後最低の357億円となった。
この経営危機と負債処理のために同社は京橋の本社ビルなどを売却し、2009年には工場内の再開発を終えた八王子市の東京工場内に本社機能を京橋の本社ビルから移転した。また、2021年の創業100周年を契機に社名を現在の「株式会社ジャノメ」へ変更した。

## 沿革
- 1921年（大正10年）10月16日 - 小瀬與作、龜松茂、飛松謹一により「パインミシン裁縫機械製作所」として北区滝野川に創業[1][6]。
- 1935年（昭和10年）11月 - 社名を「帝国ミシン株式会社」に変更[1]。
- 1936年（昭和11年）8月 - 本社を当時の中野から日本橋（現在の江戸橋1丁目12番地）へ移転。
- 1944年（昭和19年）4月 - 商号を「帝国精機製造株式会社」に変更。沖電気工業の傘下に入り、潜水艦を補足するための「音響兵器」としてソナー（水中電波探知機）を製作。
- 1945年（昭和20年）
  - 3月 - 東京大空襲により日本橋の本社ビルが焼失。
  - 9月 - 社名を「帝国ミシン株式会社」へ回帰。
- 1949年（昭和24年）1月 - 商号を「蛇の目ミシン株式会社」に変更[1]。
- 1950年（昭和25年）6月 - ドッジライン不況による経営悪化の対策として「蛇の目産業株式会社」設立[1]。
- 1954年（昭和29年）4月 - 商号を「蛇の目ミシン工業株式会社」に変更[1]。
- 1960年（昭和35年）9月 - 米国フリーソーイングマシン社のミシン部門の営業および子会社のニューホームミシン社（現・ジャノメアメリカ）を買収[1]。
- 1962年（昭和37年）9月 - 東京証券取引所市場第二部へ株式を上場[1]。
- 1963年（昭和38年）11月 - 東京証券取引所市場第一部へ指定替え[1]。
- 1965年（昭和40年）9月 - 本社を中央区京橋三丁目2番地に移転[1]。
- 2006年（平成18年）8月 - エルナインターナショナル株式会社を買収[1]。
- 2009年（平成21年）7月6日 - 本社を八王子市狭間町の東京工場（通称：八王子地区事業所）内へ移転[1]。
- 2012年（平成24年）3月4日 - 吉祥寺に直営店「Bobinage（ボビナージュ）」を開店。
- 2021年（令和3年）10月1日 - 創業100周年を機に商号を「株式会社ジャノメ」に変更[7][8]。
- 2022年（令和4年）9月30日 - 2023年3月末をもって訪問販売から撤退し、全ての営業支店（68店）を閉鎖することを発表[9]。

## 製品
- ミシン
  - 家庭用ミシン
    - セシオ11000
    - スーパーセシオPC
    - セシオ9090
    - 刺しゅう名人
    - スーパーキルトDX
    - スーパーキルトII
    - メモリークラフト5555
    - シェーネ
    - エクールPC
    - エクール940
    - TYPE610

  - 高速直線ミシン
    - コスチューラ767HX
    - コスチューラ767DB
- 24時間風呂（クリーンバスユニット）
  - 湯名人
    - 湯名人スーパーCLII
- 産業機器
  - エレクトロプレス（サーボプレス）
    - JPシリーズ4
    - JP-Sシリーズ
    - JPEシリーズ

  - 卓上ロボット
    - JR2000Nシリーズ
    - JR2000NEシリーズ
    - 基板分割JR2000NERTシリーズ
    - JR-V2000シリーズ
    - CASTシリーズ

  - スカラロボット
    - サーボスカラJS/JSTHシリーズ
    - パルモスカラJSR4400Nシリーズ

  - インプリンター
    - 電動式インプリンター
    - ポンプ式インプリンター
    - スライド式インプリンター

## 所在地
- 本社、研究開発本部、生産本部（東京都八王子市）

## グループ会社

### 日本国内
- 株式会社ジャノメクレディア
- 株式会社ジャノメサービス
- 株式会社サン・プランニング
- ジャノメダイカスト株式会社

### 日本国外
- 販売会社
  - ジャノメアメリカ株式会社
  - ジャノメUK株式会社
  - ジャノメオーストラリア株式会社
  - ジャノメニュージーランド株式会社
  - ジャノメカナダ株式会社
  - ジャノメヨーロッパ株式会社
  - エルナスイス株式会社
  - ジャノメドイツ有限会社
  - ジャノメメキシコ有限会社
  - ジャノメラテンアメリカ有限会社
  - ジャノメブラジル有限会社
  - Janome Industrial Equipment USA, Inc.
  - Janome Industrial Equipment Europe GmbH
  - 車楽美機械設備（上海）有限公司
  - 台湾車楽美縫衣 機股份有限公司
- 生産会社
  - ジャノメ台湾株式会社(所在地台湾台中市霧峰区)
  - ジャノメタイランド株式会社
  - ジャノメダイカスト タイランド株式会社

## スポンサー活動
いずれも過去スポンサーをした番組。現在行っているスポンサー活動はない。
- 日本テレビ系列『スターハイライトショー』（一社提供）、『スター誕生!』（1976年10月から1981年3月まで）、『火曜サスペンス劇場』
- TBS系列『日本一のおかあさん』『JNNニュースデスク』
- フジテレビ系列『ヘッケルとジャッケル』（一社提供）、『3時のあなた』→『タイム3』→『タイムアングル』→『TVクルーズ となりのパパイヤ』→『3時ヨこい!』→『ビッグトゥデイ』
- テレビ朝日系列『海江田万里のパワフルサタデー』（朝日放送制作、唯一の在阪準キー局制作番組）
- テレビ東京系列『いい旅・夢気分』